# San Cristóbal (Buenos Aires)

Lage von San Cristóbal in Buenos Aires

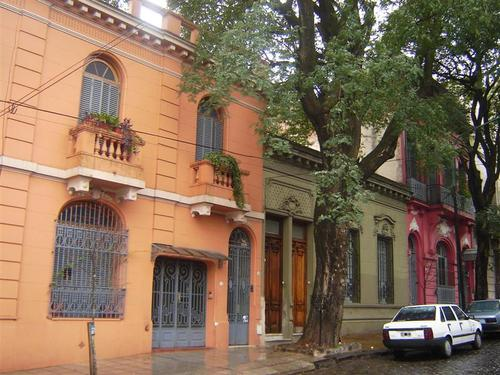
Wohnstraße in San Cristóbal

San Cristóbal ist ein Stadtteil der argentinischen Hauptstadt Buenos Aires. Er hat 49.986 Einwohner (Stand von 2001) auf einer Fläche von 2,1 km². Die Bevölkerungsdichte beträgt somit 23.803 Einwohner/km² (der Durchschnitt in Buenos Aires beträgt 15.200/km²).
Der Stadtteil wird begrenzt durch die Straßen Av. Independencia, Av. Entre Ríos, Av. Juan de Garay und Sánchez de Loria. 

## Beschreibung
San Cristóbal liegt im Osten der Stadt, nahe der Altstadt. Teile des Viertels liegen innerhalb der von Juan de Garay am Ende des 16. Jahrhunderts gezogenen Stadtgrenzen. 1869 bekam San Cristóbal, zusammen mit San Telmo und Balvanera, im Zuge einer Neugliederung der Pfarrgemeinden Gemeindestatus. Eine Volkszählung zu dem Zeitpunkt ergab 3.171 Einwohner in 392 Häusern. 1887, also nur 18 Jahre später, wurden bereits 37.000 Einwohner und 3.200 Häuser gezählt. Ein Drittel dieser Einwohner waren Ausländer. 
Am 7. Januar 1919 ging die Polizei gegen streikende Arbeiter einer Metallfabrik im Viertel vor, vier Arbeiter starben. Die Fabrik befand sich an der Kreuzung La Rioja und Cochabamba. Die Niederschlagung des Streiks ist noch heute bekannt als „Semana Trágica“ (Tragische Woche) bzw. als „Roter Januar“, eine Anspielung sowohl auf die Farbe des Blutes, als auch auf die „Erkennungsfarbe“ von Marxisten oder Anarchisten. Der Streik selber wird heute als Eröffnung der Arbeiterbewegung in Argentinien angesehen.
In San Cristóbal wurde im Jahr 2000 die Augenklinik Santa Lucia eröffnet. Zu den Bildungseinrichtungen des Viertels gehört das „Instituto Nuestra Señora Del Huerto“ in der Av. Independencia, Ecke Rincon-Straße und Estados-Unidos-Straße. Außerdem gibt es das privates Kolleg „Instituto Rosa Anchorena de Ibañez“ in der Av. Constitución.